# Pietro Lunardi
Pietro Lunardi (ur. 19 lipca 1939 w Parmie) – włoski inżynier, przedsiębiorca i polityk, parlamentarzysta, minister infrastruktury i transportu w latach 2001–2006.

## Życiorys
Ukończył w 1966 studia z zakresu inżynierii transportu na Uniwersytecie w Padwie. Pracował w przedsiębiorstwach przemysłowych, dochodząc do kierowniczych stanowisk. Wykładał również na uczelniach w Parmie i we Florencji. Był członkiem różnych rad i komisji doradczych powoływanych przez różnych ministrów.
Od 11 czerwca 2001 do 17 maja 2006 sprawował urząd ministra infrastruktury i transportu w drugim i trzecim rządzie Silvia Berlusconiego.
W 2006 z ramienia Forza Italia został wybrany do Senatu XV kadencji, a w 2008 z ramienia Ludu Wolności uzyskał mandat posła do Izby Deputowanych XVI kadencji, który wykonywał do 2013.